# Yūshi no Kai
Yūshi no Kai (有志の会, litt. groupe de volontaires) est un groupe parlementaire de la Chambre des Représentants du Japon, fondé en 2021.

## Histoire
Il est composé de cinq membres indépendants de l'opposition qui ont été élus lors des élections générales de 2021, et tous les cinq ont appartenu au Parti démocrate du Japon, au Parti démocrate et au Kibō no Tō,,,.
Le président du groupe est Shuji Kira. Le 4 novembre 2021, celui-ci a déclaré : « C'est une page blanche. Nous y réfléchirons en vérifiant la situation », lorsqu'on lui a demandé s'il formerait un groupe parlementaire unifié avec le Parti constitutionnel démocrate dans l'optique d'une alliance entre les deux groupes[réf. nécessaire].

## Députés
| Membre de la Chambre des représentants | Circonscription électorale  |
| -------------------------------------- | --------------------------- |
| Shuji Kira                             | Ōita 1er arrondissement     |
| Keiro Kitagami                         | Kyoto, 4e arrondissement    |
| Rintaro Ogata                          | Fukuoka, 9e arrondissement  |
| Nobuyuki Fukushima                     | Ibaraki, 1er arrondissement |